# بوکل (پینه‌برگ)
بوکل (به آلمانی: Bokel) یک شهر در آلمان است که در پینبرگ واقع شده‌است. بوکل ۶۲۸ نفر جمعیت دارد.